# Francis D. Grierson
Pour les articles homonymes, voir Grierson.
Francis D. Grierson, né à Dublin en 1888 et décédée le 24 septembre 1972, est un auteur britannique de roman policier. Il a également publié un roman de science-fiction.

## Biographie
Fervent admirateur d’Edgar Wallace,  ce capitaine de l’armée britannique, né en Irlande, fait ses études en Angleterre et participe à la Première Guerre mondiale dans l'armée britannique. Il entre ensuite au Daily Mail, où il occupe divers postes de rédaction, notamment à la chronique judiciaire. Pendant sa carrière de journaliste, il rédige également des articles pour de nombreux journaux et collabore à des émissions radiophoniques et télévisées. Spécialiste en criminologie, il est l’auteur d’un ouvrage sur l’organisation et les méthodes de la police française, La Police judiciaire française (1934), pour lequel il est décoré de la Légion d’honneur par le gouvernement français.
En 1924, il publie un premier roman policier, The Limping Man, où apparaît le duo d’enquêteurs formés par l’inspecteur Sims de Scotland Yard et le professeur Wells, criminologue. Ces deux héros reviennent dans une dizaine de romans et une poignée de nouvelles.  Ils les abandonnent au milieu des années 1930 au profit de l’inspecteur-chef George Muir qui fait parfois équipe avec le superintendant Andrew Ash, ce dernier faisant aussi cavalier seul dans quelques titres. De nombreux romans de Francis G. Grierson se déroulent en France, et tout particulièrement à Paris.

## Œuvre

### Romans

#### SérieInspecteur Sims et professeur Wells
- The Limping Man (1924)
- The Lost Pearl (1925)
- Secret Judges (1925)
- The Zoo Murder ou The Murder in the Garden (1926)
- The Smiling Death (1927) Publié en français sous le titre La Mort souriante, Paris, Librairie des Champs-Élysées, Le Masque no 278, 1939
- The Blue Bucket Mystery (1929)
- The White Camellia (1929)
- The Yellow Rat ou Murder at the Wedding (1929)
- The Mysterious Mademoiselle (1930)
- Murder at Lancaster Gate (1934)
- Death on Deposit (1935)
- Murder in Black (1935) Publié en français sous le titre Meurtre en noir, Paris, Librairie des Champs-Élysées, Le Masque no 223, 1937

#### SérieInspecteur-chef George Muir
- The Cabaret Crime (1938)
- A Covenant with Death (1938)
- The Mystery of the Two Faced Man (1939)
- The Ink Street Murder (1940)
- The Mad Hatter Murder (1941)
- Thrice Judas (1942)
- The Crimson Cat (1944)
- Entertaining Murder (1945)
- Boomerang Murder (1951)

#### SérieSuperintendant Andrew Ash
- Out of the Ashes (1946)
- He Had It Coming to Him (1948), George Muir apparaît dans ce roman.
- No Wreaths for the Duchess (1948), George Muir apparaît dans ce roman.
- The Buddha of Fleet Street (1949), George Muir apparaît dans ce roman.
- The Strange Case of Edgar Heriot (1950), George Muir apparaît dans ce roman.
- Madame Shadow (1952), George Muir apparaît dans ce roman.
- Traitor’s Cross (1952), George Muir apparaît dans ce roman.
- Blackmail in Red (1954)
- Judas CID (1954)
- The Blind Frog (1955)
- The Sign of the Nine (1956)
- Green Evil (1958)
- The Red Cobra (1960)

#### Autres romans policiers
- The Green Diamond Mystery (1929)
- The Lady of Despair (1930)
- The Jackdaw Mystery (1931)
- Mystery in Red (1931)
- Murder in Mortimer Square (1932)
- The Monkhurst Murder (1933)
- The Mystery of the Golden Angel (1933) Publié en français sous le titre L’Ange d’or, Paris, Librairie des Champs-Élysées, Le Masque no 291, 1940
- The Empty House (1933) Publié en français sous le titre La Maison vide, Paris, Librairie des Champs-Élysées, Le Masque no 183, 1935
- The Heart in the Box (1936)
- The Coward’s Club (1937)
- The Man from Madagascar (1937)
- The Acrefield Mystery (1938)

#### Roman de science-fiction
- Heart of the Moon (1928)

### Nouvelles

#### Recueil de nouvelles de la sérieInspecteur Sims et professeur Wells
- The Double Thumb (1925)

#### Nouvelles isolée de la sérieInspecteur Sims et professeur Wells
- The Malabar Case (1912)

#### Autres nouvelles isolées
- The Only Way (1923)
- The Case of the Russian Dancer (1923)
- The Hall of the Dead (1923)
- The Case of the Golden Lilly (1923)
- The Iron Room (1923)
- The Professor’s Problems (1923)
- The Problem of the Dummy Soldier (1923)
- The Smiling Death (1927)
- In the Beyond (1962)

### Article
- Edgar Wallace : The Passing of a Great Personality in The Bookman, March 1932

### Autres ouvrages
- Parisian Portraits (1911) Publié en français sous le titre La Vie et les Hommes, Londres, S. Swift, 1912
- The A.B.C. of Military Law (1916)
- The Compleat Crook in France (1934) Publié en français sous le titre La Police judiciaire française, Paris, Nouvelle Revue Critique,  coll. Bibliothèque de criminologie, 1935